# Temporada da Sociedade Esportiva Palmeiras de 2014
O Palmeiras em 2014 participou de três competições: Campeonato Paulista onde ficou em 3º lugar, Brasileiro Série A onde ficou em 16º e Copa do Brasil onde foi eliminado nas oitavas de final.

## Competições

### Paulista
Jogando no Grupo D o Verdão teve grande início na competição vencendo seus 6 primeiros jogos e após isso teve 2 empates e mais uma vitória antes de conhecer o primeiro revez da temporada regular perdendo por 3 x 1 para o Botafogo-SP.
O Palmeiras ainda venceu mais 4 jogos seguidos e perdeu para o  Santos na última rodada fechando sua participação na primeira fase em segundo lugar geral e em primeiro do seu grupo.
Nas quartas de final a equipe venceu o Bragantino, segundo colocado do Grupo D em casa e venceu por 2 a 0 gols de Alan Kardec e Wesley.
Nas semifinais, também em casa, o alviverde foi surpreendido pelo acedente Ituano, que viria a ser campeão em seguida, por 1 a 0 gol de Marcelinho.
Com isso o time encerrou sua participação no campeonato na terceira colocação atras do próprio Ituano e do Santos

#### Primeira Fase

##### Grupo D
|  | v d e |

##### Desempenho por rodada
Palmeiras em cada rodada:
| Rodadas   | 1  | 2  | 3  | 4  | 5  | 6  | 7  | 8  | 9  | 10 | 11 | 12 | 13 | 14 | 15 |
| Local     | C  | F  | F  | C  | C  | F  | C  | F  | C  | F  | C  | C  | F  | C  | F  |
| Resultado | V  | V  | V  | V  | V  | V  | E  | E  | V  | D  | V  | V  | V  | V  | D  |
| Colocação | 2º | 2º | 1º | 1º | 1º | 1º | 1º | 1º | 1º | 1º | 1º | 1º | 1º | 1º | 1º |

##### Jogos
| 18 de Janeiro 1 | Palmeiras                                  | 2 - 1  | Linense                                                                      | São Paulo                         |  |
| 17:00           | Renato 22' · Mazinho 58' · Alan Kardec 67' | Report | 35' Anselmo · 45+1' Tobi · 57' Alex Moraes · 86' Thiago Santos · 87' Marcelo | Estádio: Pacaembu Público: 10,717 |  |

| 23 de Janeiro 2 | Comercial           | 0 - 2  | Palmeiras                | Ribeirão Preto                          |  |
| 21:00           | Marcus Vinícius 58' | Report | 13' Juninho · 37' Wesley | Estádio: Palma Travassos Público: 8,780 |  |

| 26 de Janeiro 3 | Atlético Sorocaba                                                                    | 1 - 4  | Palmeiras                                                                             | Sorocaba                                |  |
| 17:00           | Ewerthon 13' · Kasado 23' · Montoya 33' · Alex William 44' · Fabão 54' · Boquita 83' | Report | 21', 54' Valdivia · 47+2' Marcelo Oliveira · 67' Leandro · 75' Juninho · 90+2' Wesley | Estádio: Walter Ribeiro Público: 11,218 |  |

| 30 de Janeiro 4 | Palmeiras                                                                     | 1 - 0  | Penapolense                                   | São Paulo                         |  |
| 19:30           | Juninho 9' · Leandro 11' · Wendel 42' · Marquinhos Gabriel 65' · Serginho 83' | Report | 3', 41' Heleno 19' Gualberto 52' Rodrigo Biro | Estádio: Pacaembu Público: 11,232 |  |

| 2 de Fevereiro 5 | Palmeiras                                                  | 2 - 0  | São Paulo                                            | São Paulo                         |  |
| 17:00            | Valdivia 23' · Leandro 55' · Juninho 71' · Alan Kardec 73' | Report | 57' Rodrigo Caio 62' Luís Fabiano 76' Álvaro Pereira | Estádio: Pacaembu Público: 23,694 |  |

| 5 de Fevereiro 6 | XV de Piracicaba                              | 1 - 2  | Palmeiras                                                                    | Piracicaba                                    |  |
| 22:00            | Cafu 32' · Danilinho 68' · Raphael Macena 76' | Report | 14' Alan Kardec · 73' Wellington · 76' Lúcio · 84', 84' França · 87' Juninho | Estádio: Barão de Serra Negra Público: 11,042 |  |

| 9 de Fevereiro 7 | Palmeiras                     | 1 - 1  | Audax                                                     | São Paulo                         |  |
| 17:00            | Wellington 44' · Mendieta 78' | Report | 44' Caion · 52' Denilson · 66' Camacho · 75' Carlos Magno | Estádio: Pacaembu Público: 12,551 |  |

| 16 de Fevereiro 8 | Corinthians                                                 | 1 - 1  | Palmeiras                                                               | São Paulo                         |  |
| 16:00             | Jádson 12' · Romarinho 60' · Guilherme 69' · Guerrero 90+1' | Report | 16' Valdivia · 58' Leandro · 82' Alan Kardec · 85' Lúcio · 89' Mendieta | Estádio: Pacaembu Público: 23,317 |  |

| 19 de Fevereiro 9 | Palmeiras                         | 1 - 0    | Ituano                                              | São Paulo                        |  |
| 22:00             | França 58' · Alan Kardec 87', 90' | [Report] | 8' Josa 57', 78' Dener 66' Dick 90' Jackson Caucaia | Estádio: Pacaembu Público: 6,420 |  |

| 23 de Fevereiro 10 | Botafogo-SP                                                                                | 3 - 1  | Palmeiras                                                                | Ribeirão Preto                      |  |
| 18:30              | Mike 20' · Gilmak 32' · Camilo 34' · Marcelo Macedo 37' · Gilvan 62' · Alex Silva 81', 86' | Report | 24' Valdivia · 36' William Matheus · 73', 74' Bruno César · 90+1' França | Estádio: Santa Cruz Público: 16,373 |  |

| 27 de Fevereiro 11 | Palmeiras                           | 2 - 0  | São Bernardo       | São Paulo                        |  |
| 19:30              | Alan Kardec 24' · Valdivia 55', 85' | Report | 31' Luciano Castán | Estádio: Pacaembu Público: 6,742 |  |

| 6 de Março 12 | Palmeiras                                 | 1 - 0  | Portuguesa                                               | São Paulo                        |  |
| 19:30         | Eguren 13' · Juninho 48', 89' · Lúcio 56' | Report | 50' Henrique 60' Rondinelly 54' Willian Magrão 66' Renan | Estádio: Pacaembu Público: 9,984 |  |

| 9 de Março 13 | Paulista                                      | 1 - 3  | Palmeiras | São José do Rio Preto              |  |
| 16:00         | David Batista 25', 52' · Victor Hugo 44', 52' | Report | 20' William Matheus · 24', 56' Marcelo Oliveira · 43' França · 44' Mendieta · 67', 67' Miguel Bianconi · 86' Patrick Vieira | Estádio: Teixeirão Público: 16,958 |  |

| 16 de Março 14 | Palmeiras                                                       | 3 - 2    | Ponte Preta | São Paulo                         |  |
| 16:00          | 16' Wendel · 60' Eguren · 62' (pen.) Alan Kardec · 87' Mendieta | [Report] | 2' Rossi · 11' Bruno Silva · 32' Adrianinho · 37' Diego Sacoman · 70' (pen.) Silvinho · 74' Thiago Carleto · 75' Alef | Estádio: Pacaembu Público: 10,150 |  |

| 23 de Março 15 | Santos                                                                                                   | 2 - 1  | Palmeiras                                   | Santos                                |  |
| 16:00          | Neto 24', 90+3' · Thiago Ribeiro 35', 90+4' · Gabriel Barbosa Almeida 53' · Alison 56' · Bruno Peres 67' | Report | 23' Valdivia · 73' Eguren · 87' Alan Kardec | Estádio: Vila Belmiro Árbitro: 12.179 |  |

#### Fase Final
| 27 de Março Quartas de final | Palmeiras                                               | 2 - 0  | Bragantino                | São Paulo                         |  |
| 21:00                        | Alan Kardec 21' · Bruno 23' · Valdivia 48' · Wesley 62' | Report | 17' Francesco 66' Geandro | Estádio: Pacaembu Público: 24,231 |  |

| 30 de Março Semi-final | Palmeiras                                                               | 0 - 1  | Ituano                                       | São Paulo                         |  |
| 18:30                  | Mendieta 41' Vinícius 57' Valdivia 76' Tiago Alves 79' Wellington 90+3' | Report | 3' Dener · 20' Rafael Silva · 83' Marcelinho | Estádio: Pacaembu Público: 29,166 |  |

### Brasileiro
Após uma ótima participação no Paulistão, a torcida palmeirense esperava uma equipe forte no principal torneio do calendário nacional. Porém o que se viu foi um time irregular, com mais maus que bons momentos e sofrendo com constantes boatos que atrapalharam ainda mais a campanha do clube.
O primeiro jogo até foi promissor: uma vitória fora de casa contra o Criciúma, deixando o time em 4º lugar na classificação geral. Em seguida, vieram duas derrotas que colocaram o time em 14º e fizeram o presidente demitir o então treinador Gilson Kleina.
Com o interino Alberto Valentim no comando, a equipe venceu 3 jogos seguidos, voltando ao G4; porém o elenco perdeu o fôlego, perdeu 2 jogos seguidos e empatou um indo para a parada da Copa do Mundo em 11º.
A chegada de Ricardo Gareca durante a Copa foi promissora e prometia uma equipe vencedora no centenário, porém se mostrou o contrário. Com o argentino, a equipe teve sete derrotas, um empate, e apenas uma vitória no Brasileirão, fazendo a equipe figurar na zona de rebaixamento por duas rodadas (sendo uma delas em último lugar). Os resultados negativos culminaram na demissão do argentino. Dois dias depois, o clube paulista anunciou que Dorival Júnior assumiria o time nas últimas 20 rodadas do torneio.
Dorival teve um início até melhor que o antecessor: um empate e uma vitória. Porém, em seguida, vieram 2 derrotas, com um empate intercalado. O time voltou ao Z4 por mais quatro rodadas até uma salvadora sequência de três vitórias, o que parecia a volta por cima no ano.
Porém, precedida por uma derrota e dois empates, a última vitória do Palmeiras no ano veio na 32ª rodada, contra o Bahia; nas seis últimas, a equipe perdeu cinco (incluindo a partida de inauguração do novo estádio, o Allianz Parque) e empatou na última rodada, contra o Atlético Paranaense por 1 a 1. O clube conseguiu se salvar do rebaixamento, terminando o torneio em 16º com 40 pontos. Foi a menor pontuação de um time não rebaixado na história do campeonato brasileiro desde que foi disputado em pontos corridos, até a permanência do Ceará na edição de 2019, com 39 pontos.
| Pos | Equipe              | Pts | J  | V  | E  | D  | GP | GC | SG  | Classificação ou descenso                  |
| --- | ------------------- | --- | -- | -- | -- | -- | -- | -- | --- | ------------------------------------------ |
| 1   | Cruzeiro (C)        | 80  | 38 | 24 | 8  | 6  | 67 | 38 | +29 | Segunda fase da Copa Libertadores de 2015  |
| 2   | São Paulo           | 70  | 38 | 20 | 10 | 8  | 59 | 40 | +19 | Segunda fase da Copa Libertadores de 2015  |
| 3   | Internacional       | 69  | 38 | 21 | 6  | 11 | 53 | 41 | +12 | Segunda fase da Copa Libertadores de 2015  |
| 4   | Corinthians         | 69  | 38 | 19 | 12 | 7  | 49 | 31 | +18 | Primeira fase da Copa Libertadores de 2015 |
| 5   | Atlético Mineiro    | 62  | 38 | 17 | 11 | 10 | 51 | 38 | +13 | Segunda fase da Copa Libertadores de 2015  |
| 6   | Fluminense          | 61  | 38 | 17 | 10 | 11 | 61 | 42 | +19 |                                            |
| 7   | Grêmio              | 61  | 38 | 17 | 10 | 11 | 36 | 24 | +12 |                                            |
| 8   | Atlético Paranaense | 54  | 38 | 15 | 9  | 14 | 43 | 42 | +1  |                                            |
| 9   | Santos              | 53  | 38 | 15 | 8  | 15 | 42 | 35 | +7  |                                            |
| 10  | Flamengo            | 52  | 38 | 14 | 10 | 14 | 46 | 47 | −1  |                                            |
| 11  | Sport               | 52  | 38 | 14 | 10 | 14 | 36 | 46 | −10 |                                            |
| 12  | Goiás               | 47  | 38 | 13 | 8  | 17 | 38 | 40 | −2  |                                            |
| 13  | Figueirense         | 47  | 38 | 13 | 8  | 17 | 37 | 47 | −10 |                                            |
| 14  | Coritiba            | 47  | 38 | 12 | 11 | 15 | 42 | 45 | −3  |                                            |
| 15  | Chapecoense         | 43  | 38 | 11 | 10 | 17 | 39 | 44 | −5  |                                            |
| 16  | Palmeiras           | 40  | 38 | 11 | 7  | 20 | 34 | 59 | −25 |                                            |
| 17  | Vitória             | 38  | 38 | 10 | 8  | 20 | 37 | 54 | −17 | Rebaixados à Série B de 2015               |
| 18  | Bahia               | 37  | 38 | 9  | 10 | 19 | 31 | 43 | −12 | Rebaixados à Série B de 2015               |
| 19  | Botafogo            | 34  | 38 | 9  | 7  | 22 | 31 | 48 | −17 | Rebaixados à Série B de 2015               |
| 20  | Criciúma            | 32  | 38 | 7  | 11 | 20 | 28 | 56 | −28 | Rebaixados à Série B de 2015               |

1. ↑  Atlético Mineiro tem vaga garantida na segunda fase da Copa Libertadores de 2015 por ter sido campeão da Copa do Brasil de 2014.

#### Desempenho por Rodada
Palmeiras em cada rodada:
| Rodadas   | 1  | 2   | 3   | 4  | 5  | 6  | 7  | 8  | 9   | 10  | 11  | 12  | 13  | 14  | 15  | 16  | 17  | 18  | 19  | 20  | 21  | 22  | 23  | 24  | 25  | 26  | 27  | 28  | 29  | 30  | 31  | 32  | 33  | 34  | 35  | 36  | 37  | 38  |
| Local     | F  | C   | F   | C  | F  | C  | F  | C  | F   | F   | C   | F   | C   | F   | C   | F   | C   | C   | F   | C   | F   | C   | F   | C   | F   | C   | F   | C   | C   | F   | C   | F   | C   | F   | C   | F   | F   | C   |
| Resultado | V  | D   | D   | V  | V  | V  | D  | D  | E   | D   | D   | D   | E   | D   | D   | D   | V   | D   | E   | V   | D   | E   | D   | V   | D   | V   | V   | V   | D   | E   | E   | V   | D   | D   | D   | D   | D   | E   |
| Colocação | 4º | 11º | 14º | 9º | 6º | 4º | 5º | 9º | 11º | 12º | 12º | 12º | 14º | 14º | 17º | 20º | 16º | 16º | 16º | 15º | 16º | 18º | 20º | 17º | 17º | 15º | 13º | 12º | 14º | 14º | 14º | 13º | 14º | 14º | 14º | 16º | 16º | 16º |

#### Jogos

##### Primeiro Turno
| 20 de Abril 1 | Criciúma                                                              | 1 – 2  | Palmeiras | Criciúma, (SC)                                                                    |  |
| 16:00         | Paulo Baier 13' · João Vitor 29' · Sergio Escudero 49' · Silvinho 26' | Report | 20' Valdivia · 25' Marcelo Oliveira · 71' Fernando Prass · 83' Leandro · 88', 90+1' Alan Kardec · 45' Josimar | Estádio: Heriberto Hülse Público: 11,768 Árbitro: GO André Luiz de Freitas Castro |  |

| 26 de Abril 2 | Palmeiras    | 0 – 1  | Fluminense                        | São Paulo, (SP)                   |  |
| 16:00         | Valdivia 85' | Report | 44', 72' Rafael Sóbis · 63' Conca | Estádio: Pacaembu Público: 11,189 |  |

| 4 de Maio 3 | Flamengo                                                                                | 4 – 2  | Palmeiras                                                                   | Rio de Janeiro, (RJ)              |  |
| 16:00       | Paulinho 13' · Márcio Araújo 49' · Negueba 50' · Alecsandro 59', 72' · André Santos 76' | Report | 10' Wesley · 30', 90' Henrique · 30' Josimar · 56' Juninho · 90+1' Mendieta | Estádio: Maracanã Público: 16,318 |  |

| 11 de Maio 4 | Palmeiras                                                                    | 2 – 0  | Goiás                                                 | São Paulo, (SP)                  |  |
| 18:30        | Lúcio 15', 27' · Wesley 29' · Henrique 31', 87' · Fabio 45+1' · Valdivia 86' | Report | 14' Amaral 33' Alex Alves 68' Edson 72' Jackson Souza | Estádio: Pacaembu Público: 6,454 |  |

| 18 de Maio 5 | Vitória | 0 – 1  | Palmeiras              | Salvador, (BA)                   |  |
| 18:30        |         | Report | 49' Marquinhos Gabriel | Estádio: Barradão Público: 9,670 |  |

| 22 de Maio 6 | Palmeiras                                       | 1 – 0 | Figueirense                               | Araraquara, (SP)                                   |  |
| 19:30        | Wendel 10' · Henrique 36' · Willian Matheus 82' |       | 51' Luan 58' Thiago Heleno 60' Marquinhos | Estádio: Estádio da Fonte Luminosa Público: 10,870 |  |

| 25 de Maio 7 | Chapecoense                                         | 2 – 0 | Palmeiras            | Chapecó, (SC)                       |  |
| 18:30        | Fabiano 32' · Tiago Luís 41' · Neném 45' · Dedé 46' |       | 28' Wesley 59' Lúcio | Estádio: Arena Condá Público: 6,275 |  |

| 28 de Maio 8 | Palmeiras       | 0 – 2 | Botafogo                                                               | Presidente Prudente, (SP)                 |  |
| 19:30        | Wesley 53', 70' |       | Bolatti 8', 61' · Marcio Passos 15' · Rodrigo Souto 85' · Zeballos 93' | Estádio: Estádio Prudentão Público: 5,661 |  |

| 1 de Junho 9 | Grêmio                                   | 0 – 0 | Palmeiras                                                                     | Caxias do Sul, (RS)                             |  |
| 18:30        | Werley 29' Maxi Rodríguez 71' Ramiro 75' |       | 29' Henrique 40' Marcelo Oliveira 54' Lúcio 77' Renato 87' Marquinhos Gabriel | Estádio: Estádio Alfredo Jaconi Público: 17,034 |  |

| 16 de Julho 10 | Santos                                    | 2 - 0 | Palmeiras                                      | Santos, (SP)                          |  |
| 19:30          | Gabriel 4' · Bruno Uvini 23' · Alison 68' |       | 25' Wellington 47' Marcelo Oliveira 28' Wesley | Estádio: Vila Belmiro Público: 11,774 |  |

| 20 de Julho 11 | Palmeiras                                                      | 1 – 2 | Cruzeiro | São Paulo, (SP)                   |  |
| 16:00          | Fernando Tobio 53' · Mendieta 57' · Henrique 76' · Lúcio 90+3' |       | 7' Ricardo Goulart · 10' Manoel · 15' Lucas Silva · 52' Henrique · 55' Egídio · 69' Fábio · 71' Willian Farias | Estádio: Pacaembu Público: 16,715 |  |

| 27 de Julho 12 | Corinthians                      | 2 - 0  | Palmeiras              | São Paulo, (SP)                            |  |
| 16:00          | Guerrero 50', 71' · Petros 90+3' | Report | 63' Henrique 71'Wendel | Estádio: Arena Corinthians Público: 31,031 |  |

| 3 de Agosto 13 | Palmeiras                                           | 1 - 1  | Bahia                                 | São Paulo, (SP)                   |  |
| 16:00          | Wendel 10' · Lúcio 23' · Leandro 59' · Henrique 60' | Report | Titi 3' · Rhayner 22' · Kieza 62' 69' | Estádio: Pacaembu Público: 16,805 |  |

| 10 de Agosto 14 | Atlético Mineiro                                       | 2 - 1  | Palmeiras                                      | Belo Horizonte, (MG)                   |  |
| 16:00           | Josué 16' · Diego Tardelli 44' · Luan 85' · Dátolo 87' | Report | 53' Henrique · 65' Wesley · 78' Fernando Tobio | Estádio: Independência Público: 14,089 |  |

| 17 de Agosto 15 | Palmeiras                                     | 1 - 2  | São Paulo                                                                                       | São Paulo, (SP)                   |  |
| 16:00           | Fernando Tobio 48' · Henrique 60' · Lúcio 64' | Report | 9' Souza · 53' Pato · 59' Edson Silva · 67' Rafael Toloi · 73' Álvaro Pereira · 88' Alan Kardec | Estádio: Pacaembu Público: 21,643 |  |

| 20 de Agosto 16 | Sport                        | 2 - 1  | Palmeiras                    | São Lourenço da Mata, (PE)                |  |
| 22:00           | Fábio Bahia 22' · Patric 32' | Report | 13' Henrique · 25' Victorino | Estádio: Arena Pernambuco Público: 21,802 |  |

| 24 de Agosto 17 | Palmeiras | 1 - 0  | Coritiba                                                              | São Paulo, (SP)                   |  |
| 16:00           | Juninho 13' · Marcelo Oliveira 15' · Leandro 20' · Fernando Tobio 56' · Wendel 73' · Gabriel Dias 86' · Henrique 90+1' | Report | 24' Baraka 33' Welinton 33' Robinho 54' Zé Love 90+1' Leandro Almeida | Estádio: Pacaembu Público: 18,461 |  |

| 31 de Agosto 18 | Palmeiras               | 0 - 1  | Internacional                                                            | São Paulo, (SP)                   |  |
| 16:00           | Mendieta 12' Eguren 50' | Report | 10' Rafael Moura · 19' Jorge Henrique · 15' Paulão · 52' Gilberto Júnior | Estádio: Pacaembu Público: 31,178 |  |

| 7 de Setembro 19 | Atlético Paranaense                                | 1 - 1  | Palmeiras                  | Curitiba, (PR)                         |  |
| 16:00            | Cléberson 21' · Dellatorre 29', 29' · Weverton 63' | Report | 52' Henrique · 18' Josimar | Estádio: Vila Capanema Público: 19,559 |  |

##### Segundo turno
| 10 de Setembro 20 | Palmeiras                                                     | 1 - 0 | Criciúma                                         | São Paulo, (SP)                   |  |
| 22:00             | Victorino 41' · Eguren 62' · Cristaldo 70', 81' · Diogo 90+1' |       | 44' Luís Felipe 56' Rodrigo Souza 80' João Vitor | Estádio: Pacaembu Árbitro: 17.173 |  |

| 13 de Setembro 21 | Fluminense                                  | 3 - 0 | Palmeiras                          | Rio de Janeiro, (RJ)              |  |
| 18:30             | Fred 7', 34' · Wagner 49' · Darío Conca 64' |       | 51' Diogo 61' Eguren 66' Cristaldo | Estádio: Maracanã Árbitro: 15.238 |  |

| 17 de Setembro 22 | Palmeiras                                               | 2 - 2 | Flamengo                                                           | São Paulo, (SP)                   |  |
| 22:00             | Juninho 7' · Diogo 47' · Victor Luis 68' · Valdivia 83' |       | 12', 35' Canteros · 18', 31' Alecsandro · 40' Cáceres · 68' Chicão | Estádio: Pacaembu Árbitro: 19.350 |  |

| 21 de Setembro 23 | Goiás | 6 - 0 | Palmeiras                     | Goiânia, (GO)                         |  |
| 18:30             | Ramón 7' · Esquerdinha 12' · Erik 27' · David 36', 68' · Jackson 45' · Thiago Mendes 48' · Moisés 78' · Welinton Júnior 89', 89' |       | 40' Diogo 68' Agustín Allione | Estádio: Serra Dourada Árbitro: 7.845 |  |

| 25 de Setembro 24 | Palmeiras                                                   | 2 - 0 | Vitória                                             | São Paulo, (SP)                   |  |
| 22:00             | Lúcio 25' · Nathan Cardoso 35' · Juninho 48' · Henrique 62' |       | 50' Richarlyson 54' Juan 75' Luis Aguiar 77' Mansur | Estádio: Pacaembu Árbitro: 14.907 |  |

| 28 de Setembro 25 | Figueirense                                                    | 3 - 1  | Palmeiras                                                                               | Florianópolis, (SC)        |  |
| 16:00             | Paulo Roberto 21' · Nirley 71' · Clayton 76', 77' · Marcão 80' | Report | 20' Marcelo Oliveira · 34' Cristaldo · 38' Henrique · 68' Bruninho · 88' Nathan Cardoso | Estádio: Orlando Scarpelli |  |

| 2 de Outubro 26 | Palmeiras                           | 4 - 2  | Chapecoense                                                                                      | São Paulo, (SP)                   |  |
| 19:30           | Wesley 52' · Henrique 57', 65', 69' | Report | 19' Zezinho · 37' Fabinho Alves · 40', 90+2' Leandro Banana · 45' Rafael Lima · 69' Rodrigo Biro | Estádio: Pacaembu Árbitro: 14.299 |  |

| 8 de Outubro 27 | Botafogo                                           | 0 - 1 | Palmeiras                                                        | Rio de Janeiro, (RJ)              |  |
| 19:30           | Matheus Menezes 23' Carlos Alberto 75' Ramírez 81' |       | 38' Marcelo Oliveira · 49' Henrique · 55' Juninho · 73' Valdivia | Estádio: Maracanã Árbitro: 10.200 |  |

| 11 de Outubro 28 | Palmeiras                                     | 2 - 1 | Grêmio                                                                                   | São Paulo, (SP)                   |  |
| 21:00            | Lúcio 14' · Pablo Mouche 67' · João Pedro 74' |       | 09' Fellipe Bastos · 55' Barcos, 14', 62' · 65' Cristian Riveros · 80' Dudu · 90' Ramiro | Estádio: Pacaembu Árbitro: 29.353 |  |

| 19 de Outubro 29 | Palmeiras                                      | 1 - 3 | Santos | São Paulo, (SP)                   |  |
| 17:00            | Valdivia 7' · Henrique 81', 86' · Wesley 90+1' |       | 31' Alison · 38', 68' Geuvânio · 41', 48' Gabriel · 56' Mena · 61' Robinho · 66' David Braz · 90+2' Edu Dracena | Estádio: Pacaembu Árbitro: 30.695 |  |

| 22 de Outubro 30 | Cruzeiro                     | 1 - 1 | Palmeiras                                                           | Belo Horizonte, (MG)              |  |
| 19:30            | Egídio 60' · Dagoberto 90+3' |       | 22' Bernardo · 56' João Pedro · 59' Juninho · Pablo Mouche 88', 88' | Estádio: Mineirão Árbitro: 26.944 |  |

| 26 de Outubro 31 | Palmeiras                                                                                      | 1 - 1 | Corinthians                                                | São Paulo, (SP)                   |  |
| 17:00            | Henrique 10', 25' · Marcelo Oliveira 42' · Nathan Cardoso 45' · Juninho 80' · Washington 45+2' |       | 41' Fábio Santos · 45' Luciano · 55' Petros · 90+1' Danilo | Estádio: Pacaembu Árbitro: 24.245 |  |

| 2 de Novembro 32 | Bahia                                                                | 0 - 1 | Palmeiras                                                             | Salvador, (BA)                      |  |
| 20:00            | Douglas Pires 38' Guilherme Santos 50' Kieza 75' Maxi Biancucchi 77' |       | 35' Mazinho · 48' Marcelo Oliveira · 56' Wesley · 89' Agustín Allione | Estádio: Fonte Nova Árbitro: 15.367 |  |

| 8 de Novembro 33 | Palmeiras | 0 - 2 | Atlético Mineiro                     | São Paulo, (SP)                   |  |
| 19:30            |           |       | 43' Tiago · 50' Pierre · 76' Raphael | Estádio: Pacaembu Árbitro: 24.368 |  |

| 16 de Novembro 34 | São Paulo                                                                           | 2 - 0 | Palmeiras                                    | São Paulo, (SP)                  |  |
| 19:30             | Luís Fabiano 21' · Edson Silva 29' · Souza 33' · Alan Kardec 65' · Rafael Tolói 79' |       | 23' Fernando Prass 79' Juninho 80' Cristaldo | Estádio: Morumbi Árbitro: 36.764 |  |

| 20 de Novembro 35 | Palmeiras                         | 0 - 2 | Sport                                   | São Paulo, (SP)                         |  |
| 22:00             | Marcelo Oliveira 28' Henrique 90' |       | 5' Joelinton · 77' Ananias · 90' Patric | Estádio: Allianz Parque Árbitro: 35.939 |  |

| 23 de Novembro 36 | Coritiba                                                         | 2 - 0 | Palmeiras                                                       | Curitiba, (PR)                         |  |
| 19:30             | Zé Love 18', 55' · Joel Tadjo 70' · Carlinhos 77' · Welinton 87' |       | 34' Renato 47' Juninho 73' Nathan Cardoso 90+2' Agustín Allione | Estádio: Couto Pereira Árbitro: 18.863 |  |

| 29 de Novembro 37 | Internacional                                                                                                 | 3 - 1 | Palmeiras                                                 | Porto Alegre, (RS)                 |  |
| 19:30             | Taiberson 23' · Gilberto Júnior 36' · D'Alessandro 45+2' · Fabrício 64', Predefinição:Sent-off · Valdívia 80' |       | 37' Renato · 62', 86' Agustín Allione · 90+3' Bruno César | Estádio: Beira-Rio Árbitro: 36.548 |  |

| 7 de Dezembro 38 | Palmeiras                    | 1 - 1 | Atlético Paranaense            | São Paulo, (SP)                         |  |
| 17:00            | Henrique 20' · Cristaldo 56' |       | 9' Ricardo Silva · 19' Dráusio | Estádio: Allianz Parque Árbitro: 33.151 |  |

### Copa do Brasil
O Palmeiras iniciou a competição contra o fraco Vilhena de Rondônia e venceu as duas partidas a primeiras por 1 a 0 e a segunda por 2 a 0.
Na segunda fase enfrentou o Sampaio Corrêa e perdeu o primeiro jogo por 2 a 1 ja no segundo venceu por 3 a 0 e se classificou por saldo de gols.
Na terceira rodada venceu duas vezes o Avaí por 2 a 0 em Florianópolis e por 1 a 0 em casa.
O Palmeiras encerrou sua participação no torneio nas oitavas de final com duas derrotas para o Atlético Mineiro 1 a 0 no Pacaembu e 2 a 0 no Independência.

#### Jogos
| 12 de Março Primeira Fase Primeiro Jogo | Vilhena                                                                                        | 0 - 1  | Palmeiras                                         | Rondônia                                   |  |
| 19:30                                   | Marcos Antonio 37' Alex 45+1' Carlinhos 51' William Santos 82' Júnior 84' Edilson Santos 90+1' | Report | 41' Valdivia · 85' Marcelo Oliveira · 87' Leandro | Estádio: Portal da Amazônia Público: 5,618 |  |

| 2 de Abril Primeira Fase Segundo Jogo | Palmeiras                                            | 2 - 0  | Vilhena                                                   | São Paulo                        |  |
| 22:00                                 | Bruno César 40', 72', 78' · Leandro 67' · Eguren 73' | Report | 3' Carlinhos 16' Edilson 64' Tayron 69' Júnior 77' Dalton | Estádio: Pacaembu Público: 4,430 |  |

| 07 de maio Segunda Fase Primeiro Jogo | Sampaio Corrêa                                   | 2 - 1  | Palmeiras                               | São Luís                                  |  |
| 22:00                                 | Jonas 44' · Uillian 68' · Edimar 81' · Edgar 84' | Report | 35' Wendel · 66' Henrique · 78' Juninho | Estádio: Estádio Castelão Público: 18,555 |  |

| 14 de maio Segunda Fase Segundo Jogo | Palmeiras                                                                                       | 3 - 0  | Sampaio Corrêa        | São Paulo                        |  |
| 22:00                                | Wendel 4950' · Mendieta 66' · Diogo 87' · Henrique 90+1' · Leandro 90+1' · Felipe Menezes 90+2' | Report | 18' Válber 72' Edimar | Estádio: Pacaembu Público: 7,958 |  |

| 23 de Julho Terceira Fase Primeiro Jogo | Avaí                                         | 0 - 2  | Palmeiras                                                                                 | Florianópolis                     |  |
| 19:30                                   | Eduardo Costa 29' Marrone 29' Marquinhos 31' | Report | 33' Wesley · 46' Josimar · 62', , 70' Felipe Menezes · 63' Victor Luis · 65' Pablo Mouche | Estádio: Ressacada Público: 8,512 |  |

| 06 de agosto Terceira Fase Segundo Jogo | Palmeiras                      | 1 - 0  | Avaí      | São Paulo                        |  |
| 19:30                                   | Leandro 66' · Pablo Mouche 76' | Report | 61' Pablo | Estádio: Pacaembu Público: 7,335 |  |

| 27 de agosto Oitavas de Final Primeiro Jogo | Palmeiras    | 0 - 1  | Atlético Mineiro | São Paulo                         |  |
| 22:00                                       | Mendieta 55' | Report | 14' Rafael Carioca · 44' Jemerson · 56' Josué · 60' Alex Silva · 70' Luan Madson Gedeão de Paiva · 88' Pedro Botelho | Estádio: Pacaembu Árbitro: 18.396 |  |

| 04 de setembro Oitavas de Final Segundo Jogo | Atlético Mineiro                                                                            | 2 - 0  | Palmeiras                        | Belo Horizonte                         |  |
| 21:50                                        | Jemerson 12' · Luan Madson Gedeão de Paiva 16', 24' · Leonardo Silva 69' · Jesús Dátolo 80' | Report | Lúcio 18' Diogo 27' Henrique 71' | Estádio: Independência Árbitro: 19.657 |  |

## Jogadores

### Elenco 2014
Última atualização: 13 de Dezembro de 2014.
Aqui consta o elenco que encerrou a temporada pelo clube com as transferências do decorrer do ano logo abaixo.
Legenda
- : Capitão
- : Prata da casa (Jogador da base)

### Transferências 2014
: Jogadores emprestados
: Jogadores que retornam de empréstimo
| Chegadas |                         |      |                 |                   | |
|          | Data                    | Pos. | Jogador         | Clube Anterior    | Ref. |
|          | 14 de dezembro de 2013  | A    | Rodolfo         | Rio Claro         | [ 9 ] |
|          | 3 de janeiro de 2014    | V    | França          | Hannover 96       | [ 10 ] |
|          | 3 de janeiro de 2014    | A    | Diogo           | Portuguesa        | [ 11 ] |
|          | 3 de janeiro de 2014    | A    | Mazinho         | Vissel Kobe       | [ 12 ] |
|          | 3 de janeiro de 2014    | M    | Patrick Vieira  | Yokohama FC       | [ 12 ] |
|          | 3 de janeiro de 2014    | V    | Luiz Gustavo    | Vitória           | [ 13 ] |
|          | 6 de janeiro de 2014    | Z    | Victorino       | Cruzeiro          | [ 14 ] |
|          | 8 de janeiro de 2014    | L    | William Matheus | Goiás             | [ 15 ] |
|          | 9 de janeiro de 2014    | Z    | Lúcio           | São Paulo         | [ 16 ] |
|          | 9 de janeiro de 2014    | A    | M. Gabriel      | Internacional     | [ 17 ] |
|          | 24 de janeiro de 2014   | M    | Bruno César     | Al-Ahli           | [ 18 ] |
|          | 29 de janeiro de 2014   | LE   | Paulo Henrique  | Santos            | [ 19 ] |
|          | 5 de fevereiro de 2014  | V    | Josimar         | Internacional     | [ 20 ] |
|          | 12 de fevereiro de 2014 | V    | Bruninho        | Portuguesa        | [ 21 ] |
|          | 1 de abril de 2014      | G    | Deola           | Atlético Sorocaba | [ 22 ] |
|          | 28 de abril de 2014     | A    | Henrique        | Portuguesa        | [ 23 ] |
|          | 9 de maio de 2014       | M    | Bernardo        | Vasco             | [ 24 ] |
|          | 15 de maio de 2014      | Z    | Leandro Amaro   | Chapecoense       | [ 25 ] |
|          | 25 de maio de 2014      | Z    | Fernando Tobio  | Vélez Sársfield   | [ 26 ] |
|          | 25 de maio de 2014      | A    | Pablo Mouche    | Kayserispor       | [ 27 ] |
|          | 27 de junho de 2014     | LD   | Weldinho        | Sporting          | [ 28 ] |
|          | 24 de julho de 2014     | V    | Agustín Allione | Vélez Sarsfield   | [ 29 ] |
|          | 8 de agosto de 2014     | A    | Cristaldo       | Metalist          | [ 30 ] |
|          | 1 de outubro de 2014    | G    | Jailson         | Ceará             | [ 31 ] |
|          | 3 de outubro de 2014    | V    | Washington      | Joinville         | [ 32 ] |
|          | 6 de outubro de 2014    | M    | Fernandinho     | Juventus          | - http://globoesporte.globo.com/futebol/times/palmeiras/noticia/2014/10/de-olho-em-2015-palmeiras-testa-promessa-do-juventus-em-treinos.html Em falta ou vazio \|título= (ajuda) |

| Saídas |                        |      |                 |                   |        |
|        | Data                   | Pos. | Jogador         | Clube de Destino  | Ref.   |
|        | 1 de novembro de 2013  | Z    | Marcos Vinícius | Rio Claro         | [ 33 ] |
|        | 14 de dezembro de 2013 | M    | Patrik          | Rio Claro         | [ 9 ]  |
|        | 31 de dezembro de 2013 | V    | Márcio Araújo   | Flamengo          | [ 34 ] |
|        | 31 de dezembro de 2013 | V    | Charles         | Cruzeiro          | [ 35 ] |
|        | 3 de janeiro de 2014   | L    | Fernandinho     | Oeste             | [ 11 ] |
|        | 3 de janeiro de 2014   | V    | Léo Gago        | Grêmio            | [ 11 ] |
|        | 3 de janeiro de 2014   | M    | Rondinelly      | Grêmio            | [ 11 ] |
|        | 3 de janeiro de 2014   | V    | Bruno Dybal     | Oeste             | [ 36 ] |
|        | 3 de janeiro de 2014   | A    | Ananias         | Cruzeiro          | [ 11 ] |
|        | 6 de janeiro de 2014   | G    | Deola           | Atlético Sorocaba | [ 37 ] |
|        | 6 de janeiro de 2014   | Z    | Vilson          | Cruzeiro          | [ 38 ] |
|        | 9 de janeiro de 2014   | A    | Caio Mancha     | Portuguesa        | [ 39 ] |
|        | 21 de janeiro de 2014  | V    | Tinga           | Avaí              | [ 40 ] |
|        | 23 de janeiro de 2014  | V    | Luiz Gustavo    | Vitória           | [ 41 ] |
|        | 28 de janeiro de 2014  | Z    | Henrique        | Napoli            | [ 42 ] |
|        | 7 de fevereiro de 2014 | M    | Ronny           | Botafogo          | [ 43 ] |
|        | 8 de abril de 2014     | A    | Vinícius        | Vitória           | [ 44 ] |
|        | 26 de abril de 2014    | A    | Alan Kardec     | Benfica           | [ 45 ] |
|        | 1 de maio de 2014      | LD   | Bruno Oliveira  | Guarani           | [ 46 ] |
|        | 1 de maio de 2014      | G    | Pegorari        | Guarani           | [ 46 ] |
|        | 19 de maio de 2014     | V    | França          | Figueirense       | [ 47 ] |
|        | 19 de maio de 2014     | M    | Serginho        | Oeste             | [ 48 ] |
|        | 21 de maio de 2014     | LE   | Paulo Henrique  | América-RN        | [ 49 ] |
|        | 4 de julho de 2014     | LD   | Luís Felipe     | Benfica           | [ 50 ] |
|        | 10 de julho de 2014    | Z    | Tiago Alves     | Ponte Preta       | [ 51 ] |
|        | 10 de julho de 2014    | A    | Miguel Bianconi | Ponte Preta       | [ 51 ] |
|        | 16 de julho de 2014    | LE   | M. Gabriel      | Al Nassr          | [ 52 ] |
|        | 25 de julho de 2014    | M    | William Matheus | Toulouse          | [ 53 ] |
|        | 1 de setembro de 2014  | A    | Emerson         | América-RN        |        |
|        | 23 de setembro de 2014 | V    | Josimar         | Ponte Preta       | [ 54 ] |

## Estatisticas

### Desempenho dos Treinadores
| técnico                     | Inicio                | Fim                   | Torneio               | Jogos | Vitória | Empates | Derrotas | Gols Prós | Gols Contra | Saldo de Gols | Aproveitamento |
| Gilson Kleina               | 1 de janeiro de 2014  | 8 de maio de 2014     | Campeonato Paulista   | 17    | 12      | 2       | 3        | 29        | 14          | 15            | 74%            |
| Gilson Kleina               | 1 de janeiro de 2014  | 8 de maio de 2014     | Copa do Brasil        | 3     | 2       | 0       | 1        | 4         | 2           | 2             | 67%            |
| Gilson Kleina               | 1 de janeiro de 2014  | 8 de maio de 2014     | Campeonato Brasileiro | 3     | 1       | 0       | 2        | 4         | 6           | -2            | 33%            |
| Gilson Kleina               | 1 de janeiro de 2014  | 8 de maio de 2014     | Total                 | 23    | 15      | 2       | 6        | 37        | 22          | 15            | 68%            |
| Alberto Valentim (interino) | 8 de maio de 2014     | 21 de maio de 2014    | Copa do Brasil        | 1     | 1       | 0       | 0        | 3         | 0           | 3             | 100%           |
| Alberto Valentim (interino) | 8 de maio de 2014     | 21 de maio de 2014    | Campeonato Brasileiro | 6     | 3       | 1       | 2        | 4         | 4           | 0             | 56%            |
| Alberto Valentim (interino) | 8 de maio de 2014     | 21 de maio de 2014    | Total                 | 7     | 4       | 1       | 2        | 7         | 4           | 3             | 62%            |
| Ricardo Gareca              | 22 de maio de 2014    | 31 de agosto de 2014  | Copa do Brasil        | 3     | 2       | 0       | 1        | 3         | 1           | 2             | 67%            |
| Ricardo Gareca              | 22 de maio de 2014    | 31 de agosto de 2014  | Campeonato Brasileiro | 9     | 1       | 1       | 7        | 6         | 14          | -8            | 15%            |
| Ricardo Gareca              | 22 de maio de 2014    | 31 de agosto de 2014  | Total                 | 12    | 3       | 1       | 8        | 9         | 15          | -6            | 28%            |
| Alberto Valentim Interino   | 1 de setembro de 2014 | 4 de setembro de 2014 | Copa do Brasil        | 1     | 0       | 0       | 1        | 0         | 2           | -2            | 0%             |
| Alberto Valentim Interino   | 1 de setembro de 2014 | 4 de setembro de 2014 | Total                 | 1     | 0       | 0       | 1        | 0         | 2           | -2            | 0%             |
| Dorival Junior              | 5 de setembro de 2014 | 8 de dezembro de 2014 | Campeonato Brasileiro | 20    | 6       | 5       | 9        | 20        | 35          | -15           | 38%            |
| Dorival Junior              | 5 de setembro de 2014 | 8 de dezembro de 2014 | Total                 | 20    | 6       | 5       | 9        | 20        | 35          | -15           | 38%            |
| Geral                       | Geral                 | Geral                 | Campeonato Paulista   | 17    | 12      | 2       | 3        | 29        | 14          | 15            | 74%            |
| Geral                       | Geral                 | Geral                 | Copa do Brasil        | 8     | 5       | 0       | 3        | 10        | 5           | 5             | 63%            |
| Geral                       | Geral                 | Geral                 | Campeonato Brasileiro | 38    | 11      | 7       | 20       | 34        | 59          | -25           | 35%            |
| Geral                       | Geral                 | Geral                 | Total                 | 63    | 28      | 9       | 26       | 73        | 78          | -5            | 49%            |

### Estatisticas Gerais
| Jogos                    | 63 (38 Campeonato Brasileiro, 17 Campeonato Paulista, 8 Copa do Brasil)         |
| Vitórias                 | 28 (11 Campeonato Brasileiro, 12 Campeonato Paulista, 5 Copa do Brasil)         |
| Empates                  | 9 (7 Campeonato Brasileiro, 2 Campeonato Paulista, 0 Copa do Brasil)            |
| Derrotas                 | 26 (20 Campeonato Brasileiro, 3 Campeonato Paulista, 3 Copa do Brasil)          |
| Gols Prós                | 73 (34 Campeonato Brasileiro, 29 Campeonato Paulista, 10 Copa do Brasil)        |
| Gols Contra              | 78 (59 Campeonato Brasileiro, 14 Campeonato Paulista, 5 Copa do Brasil)         |
| Saldo de Gols            | -5 (-25 Campeonato Brasileiro, 15 Campeonato Paulista, 5 Copa do Brasil)        |
| Jogos sem tomar gol      | 21 (9 Campeonato Brasileiro, 7 Campeonato Paulista, 5 Copa do Brasil)           |
| Mais jogos sem tomar gol | Fernando Prass (10)                                                             |
| Jogos sem fazer gol      | 16 (13 Campeonato Brasileiro, 1 Campeonato Paulista, 2 Copa do Brasil)          |
| Melhor Resultado         | Atlético Sorocaba 1 - 4 Palmeiras (26/01) Campeonato Paulista                   |
| Pior Resultado           | Goiás 6 - 0 Palmeiras (21/09) Campeonato Brasileiro                             |
| Cartões                  | 152 (93 Campeonato Brasileiro, 40 Campeonato Paulista, 19 Copa do Brasil)       |
| Cartões                  | 10 (7 Campeonato Brasileiro, 3 Campeonato Paulista, 0 Copa do Brasil)           |
| Artilheiro               | Henrique 18 (16 Campeonato Brasileiro, 0 Campeonato Paulista, 2 Copa do Brasil) |
| Mais cartões             | Valdivia 12 e 1 e Juninho 13                                                    |
| Mais                     | Juninho 13                                                                      |
| Mais                     | Bruno César e Agustín Allione (2)                                               |
| Melhor Público*          | Palmeiras 0 - 2 Sport (20/11) Campeonato Brasileiro 35.939                      |
| Pior Público*            | Palmeiras 2 - 0 Vilhena (02/04) Copa do Brasil 4.430                            |

### Artilheiros
Riscados os jogadores que foram transferidos antes do fim da temporada.
| Colocação | Posição | Nacionalidade | Número | Nome               | Campeonato Paulista | Brasileiro | Copa do Brasil | Total |
| --------- | ------- | ------------- | ------ | ------------------ | ------------------- | ---------- | -------------- | ----- |
| 1         | A       | Brasil        | 19     | Henrique           | 0                   | 16         | 2              | 18    |
| 2         | A       | Brasil        | 14     | Alan Kardec        | 9                   | 1          | 0              | 10    |
| 3         | V       | Brasil        | 11     | Wesley             | 3                   | 2          | 0              | 5     |
| 4         | M       | Chile         | 10     | Valdivia           | 4                   | 0          | 0              | 4     |
| 4         | LE      | Brasil        | 6      | Juninho            | 3                   | 1          | 0              | 4     |
| 6         | A       | Brasil        | 38     | Leandro            | 1                   | 1          | 11             | 3     |
| 6         | M       | Paraguai      | 8      | Mendieta           | 2                   | 0          | 1              | 3     |
| 6         | M       | Brasil        | 18     | Felipe Menezes     | 0                   | 0          | 3              | 3     |
| 6         | A       | Argentina     | 14     | Pablo Mouche       | 0                   | 2          | 1              | 3     |
| 10        | M       | Brasil        | 30     | Bruno César        | 0                   | 0          | 2              | 2     |
| 10        | M       | Brasil        | 40     | Marquinhos Gabriel | 1                   | 1          | 0              | 2     |
| 10        | Z       | Brasil        | 33     | Lúcio              | 0                   | 2          | 0              | 2     |
| 10        | A       | Argentina     | 9      | Cristaldo          | 0                   | 2          | 0              | 2     |
| 10        | A       | Brasil        | 27     | Mazinho            | 1                   | 1          | 0              | 2     |
| 16        | V       | Brasil        | 28     | França             | 1                   | 0          | 0              | 1     |
| 16        | LE      | Brasil        | 16     | William Matheus    | 1                   | 0          | 0              | 1     |
| 16        | A       | Brasil        | 39     | Miguel             | 1                   | 0          | 0              | 1     |
| 16        | A       | Brasil        | 21     | Patrick Vieira     | 1                   | 0          | 0              | 1     |
| 16        | V       | Uruguai       | 5      | Eguren             | 1                   | 0          | 0              | 1     |
| 16        | Z       | Brasil        | 2      | Fernando Tobio     | 0                   | 1          | 0              | 1     |
| 16        | A       | Brasil        | 17     | Diogo              | 0                   | 1          | 0              | 1     |
| 16        | LE      | Brasil        | 35     | Victor Luis        | 0                   | 1          | 0              | 1     |
| 16        | LE      | Brasil        | 54     | João Pedro         | 0                   | 1          | 0              | 1     |
| 16        | V       | Uruguai       | 23     | Renato             | 0                   | 1          | 0              | 1     |
| Total     | Total   | Total         | Total  | Total              | 29                  | 34         | 10             | 73    |

### Estatística dos Goleiros
Em italico jogadores que foram transferidos antes do fim da temporada.
| Número | Pais   | Nome           | Campeonato Paulista | Campeonato Paulista | Campeonato Paulista | Brasileiro | Brasileiro | Brasileiro | Copa do Brasil | Copa do Brasil | Copa do Brasil | Total | Total | Total |
| Número | Pais   | Nome           | Jogos               | GS                  | JSTG                | Jogos      | GS         | JSTG       | Jogos          | GS             | JSTG           | Jogos | GS    | JSTG  |
| 25     | Brasil | Fernando Prass | 15,5                | 11                  | 7                   | 8,5        | 9          | 2          | 1              | 0              | 1              | 25    | 20    | 10    |
| 47     | Brasil | Fábio Szymonek | 0                   | 0                   | 0                   | 18         | 22         | 6          | 6              | 5              | 3              | 24    | 27    | 9     |
| 22     | Brasil | Deola          | 0                   | 0                   | 0                   | 5          | 13         | 1          | 0              | 0              | 0              | 5     | 13    | 1     |
| 1      | Brasil | Bruno          | 1,5                 | 3                   | 0                   | 0,5        | 3          | 0          | 1              | 0              | 1              | 3     | 6     | 1     |
| Total  | Total  | Total          | 17                  | 14                  | 7                   | 32         | 47         | 9          | 8              | 5              | 5              | 57    | 66    | 21    |

### Cartões
Riscados os jogadores que foram transferidos antes do fim da temporada.
| Número | Nacionalidade | Posição | Nome               | Campeonato Paulista           | Campeonato Paulista | Brasileiro                    | Brasileiro | Copa do Brasil                | Copa do Brasil | Total                         | Total   |
| Número | Nacionalidade | Posição | Nome               | Penalizado com cartão amarelo | Expulso             | Penalizado com cartão amarelo | Expulso    | Penalizado com cartão amarelo | Expulso        | Penalizado com cartão amarelo | Expulso |
| 23     | Brasil        | V       | Renato             | 1                             | 0                   | 2                             | 0          | 0                             | 0              | 3                             | 0       |
| 10     | Chile         | M       | Valdivia           | 6                             | 0                   | 5                             | 1          | 1                             | 0              | 12                            | 1       |
| 26     | Brasil        | Z       | Marcelo Oliveira   | 2                             | 1                   | 9                             | 0          | 1                             | 0              | 12                            | 1       |
| 38     | Brasil        | A       | Leandro            | 3                             | 0                   | 2                             | 0          | 3                             | 0              | 8                             | 0       |
| 6      | Brasil        | LE      | Juninho            | 4                             | 0                   | 8                             | 0          | 1                             | 0              | 13                            | 0       |
| 13     | Brasil        | V       | Wendel             | 2                             | 0                   | 4                             | 0          | 2                             | 0              | 8                             | 0       |
| 20     | Brasil        | M       | Serginho           | 1                             | 0                   | 0                             | 0          | 0                             | 0              | 1                             | 0       |
| 33     | Brasil        | Z       | Lúcio              | 3                             | 0                   | 7                             | 0          | 1                             | 0              | 11                            | 0       |
| 34     | Brasil        | Z       | Wellington         | 3                             | 0                   | 1                             | 0          | 0                             | 0              | 4                             | 0       |
| 28     | Brasil        | V       | França             | 4                             | 0                   | 0                             | 0          | 0                             | 0              | 4                             | 0       |
| 8      | Paraguai      | M       | Mendieta           | 3                             | 0                   | 3                             | 0          | 1                             | 0              | 7                             | 0       |
| 14     | Brasil        | A       | Alan Kardec        | 0                             | 1                   | 1                             | 0          | 0                             | 0              | 1                             | 1       |
| 16     | Brasil        | LE      | William Matheus    | 1                             | 0                   | 1                             | 0          | 0                             | 0              | 2                             | 0       |
| 30     | Brasil        | M       | Bruno César        | 1                             | 1                   | 0                             | 1          | 1                             | 0              | 2                             | 2       |
| 5      | Uruguai       | V       | Eguren             | 2                             | 0                   | 3                             | 0          | 1                             | 0              | 6                             | 0       |
| 39     | Brasil        | A       | Miguel             | 1                             | 0                   | 0                             | 0          | 0                             | 0              | 1                             | 0       |
| 19     | Brasil        | A       | Vinícius           | 1                             | 0                   | 0                             | 0          | 0                             | 0              | 1                             | 0       |
| 36     | Brasil        | Z       | Tiago Alves        | 1                             | 0                   | 0                             | 0          | 0                             | 0              | 1                             | 0       |
| 25     | Brasil        | G       | Fernando Prass     | 0                             | 0                   | 2                             | 0          | 0                             | 0              | 2                             | 0       |
| 15     | Brasil        | V       | Josimar            | 0                             | 0                   | 2                             | 1          | 1                             | 0              | 3                             | 1       |
| 19     | Brasil        | A       | Henrique           | 0                             | 0                   | 10                            | 0          | 1                             | 0              | 11                            | 0       |
| 11     | Brasil        | V       | Wesley             | 0                             | 0                   | 7                             | 1          | 1                             | 0              | 8                             | 1       |
| 25     | Brasil        | G       | Fabio              | 0                             | 0                   | 1                             | 0          | 0                             | 0              | 1                             | 0       |
| 17     | Brasil        | A       | Diogo              | 0                             | 0                   | 3                             | 0          | 2                             | 0              | 5                             | 0       |
| 40     | Brasil        | M       | Marquinhos Gabriel | 0                             | 0                   | 1                             | 0          | 0                             | 0              | 1                             | 0       |
| 35     | Brasil        | LE      | Victor Luis        | 0                             | 0                   | 0                             | 0          | 1                             | 0              | 1                             | 0       |
| 14     | Argentina     | A       | Pablo Mouche       | 0                             | 0                   | 1                             | 0          | 1                             | 0              | 2                             | 0       |
| 1      | Brasil        | G       | Bruno              | 1                             | 0                   | 0                             | 0          | 0                             | 0              | 1                             | 0       |
| 2      | Argentina     | Z       | Fernando Tobio     | 0                             | 0                   | 3                             | 0          | 0                             | 0              | 3                             | 0       |
| 28     | Uruguai       | Z       | Victorino          | 0                             | 0                   | 2                             | 0          | 0                             | 0              | 2                             | 0       |
| 43     | Brasil        | Z       | Gabriel Dias       | 0                             | 0                   | 1                             | 0          | 0                             | 0              | 1                             | 0       |
| 9      | Argentina     | A       | Cristaldo          | 0                             | 0                   | 4                             | 0          | 0                             | 0              | 4                             | 0       |
| 20     | Argentina     | M       | Agustín Allione    | 0                             | 0                   | 3                             | 2          | 0                             | 0              | 3                             | 2       |
| 53     | Brasil        | Z       | Nathan Cardoso     | 0                             | 0                   | 3                             | 1          | 0                             | 0              | 3                             | 1       |
| 37     | Brasil        | V       | Bruninho           | 0                             | 0                   | 1                             | 0          | 0                             | 0              | 1                             | 0       |
| 31     | Brasil        | M       | Bernardo           | 0                             | 0                   | 1                             | 0          | 0                             | 0              | 1                             | 0       |
| 54     | Brasil        | LD      | João Pedro         | 0                             | 0                   | 1                             | 0          | 0                             | 0              | 1                             | 0       |
| 33     | Brasil        | V       | Washington         | 0                             | 0                   | 1                             | 0          | 0                             | 0              | 1                             | 0       |
| Total  | Total         | Total   | Total              | 40                            | 3                   | 84                            | 7          | 19                            | 0              | 153                           | 10      |